# 4-1-4-1
Il 4-1-4-1 è un modulo di gioco del calcio. Consiste nello schierare in campo 4 difensori, un centrocampista, 4 trequartisti e un attaccante.
ll 4-1-4-1 è la diretta evoluzione del 4-3-3 che si fonde ai concetti del 4-1-3-2. SI tratta di uno schema nato in Europa nella seconda metà degli anni 2000. Si tratta di un modulo molto offensivo che permette di fare un grande pressing alto grazie alla presenza di quattro giocatori che agiscono "tra le linee".

## Il modulo
Il 4-1-4-1 ha una difesa a 4 che resta molto bloccata soprattutto sulle fasce, dove i terzini badano prevalentemente alla fase difensiva, grazie al fatto che le sovrapposizioni sono affidate prevalentemente ai trequartisti. Spesso a questo scopo (e non è una prerogativa esclusiva di questo modulo) vengono utilizzati difensori centrali veloci e di buona tecnica.
Il centrocampo, così come nel 4-1-3-2 conta di un solo elemento, di conseguenza si preferisce schierare il classico centrocampista di "qualità e quantità": un interdittore dotato di tecnica e visione di gioco in grado di recuperare palloni e provvedere a fare da organizzatore; in realtà però in questo modulo, anche i due trequartisti centrali vengono in aiuto del mediano, e il centrocampo si trasforma a 3 in fase difensiva, è per questo che per tale ruolo i giocatori si possono considerare vere e proprie mezze ali in grado di dare un contributo anche in fase difensiva e mettere pressione sul centrocampo avversario che viene chiuso nella propria metà campo.
Le ali in fase offensiva si portano avanti sovrapponendosi ai trequartisti, possono arrivare sul fondo a crossare per servire il centravanti o accentrarsi, o anche sfruttare il gioco di sponda per inserirsi da dietro; ma in fase difensiva devono arretrare sulla linea del centrocampo, pur avendo un ruolo di attacco: la squadra in pratica applica un 4-5-1 che segue nei movimenti difensivi quelli del 4-3-3. Questo permette alla squadra di mantenersi sempre corta e aiutare a coprire la difesa che è protetta da un solo centrocampista in grado di fare da frangiflutti. E per lo stesso motivo è indispensabile avere davanti una prima punta in grado di far salire la squadra e difendere il pallone davanti alla linea difensiva avversaria, e tenere quindi alto il baricentro del gioco.
A questo attaccante di solito oltre naturalmente alla finalizzazione delle azioni, si richiede di saper giocare anche spalle alla porta, per mettere in moto gli inserimenti dei 4 giocatori che agiscono tra le linee di centrocampo e difesa avversarie. Naturalmente le varianti possibili sono infinite e a discrezione dell'allenatore, e tra queste varianti c'è quella di utilizzare in avanti una punta "leggera" e "opportunista" che pensi solo a giocare per il gol.

## Squadre che hanno utilizzato il 4-1-4-1
- Il Brasile di Tite dal 2018 al 2019, vincitore della Copa América 2019, prediligeva questo modulo: Fernandinho era il mediano "basso", Neymar e Willian (o Coutinho) gli esterni che aiutavano la punta centrale Gabriel Jesus[4][5]